# Pico Molinero (Almería)
El Molinero es una montaña ubicada en la Sierra de Gádor, en el sur de la provincia de Almería (España). Con 1499 m s. n. m. de altura, es una de las cotas más importantes fuera de la parte alta de la sierra. Administrativamente, se encuentra en el término municipal de Enix.

## Descripción
Presenta una cima alomada, sin relieves escarpados. Su vegetación consiste principalmente en matorrales, con algunos pinares de repoblación. Destaca la presencia de piornos, que dan nombre a un cerro vecino, el Piorno (1444 m s. n. m.).
Cerca del cerro hay una laguna de montaña, la Balsa de la Chanata. También hay un refugio, que fue rehabilitado en 2014.
Se encuentra en una zona relativamente remota, siendo el pueblo más cercano Felix. No obstante, es frecuentado por senderistas, ciclistas y practicantes de otros deportes de montaña.
Tiene un clima frío en invierno y caluroso y seco en verano. En invierno, las heladas son frecuentes y nieva ocasionalmente.

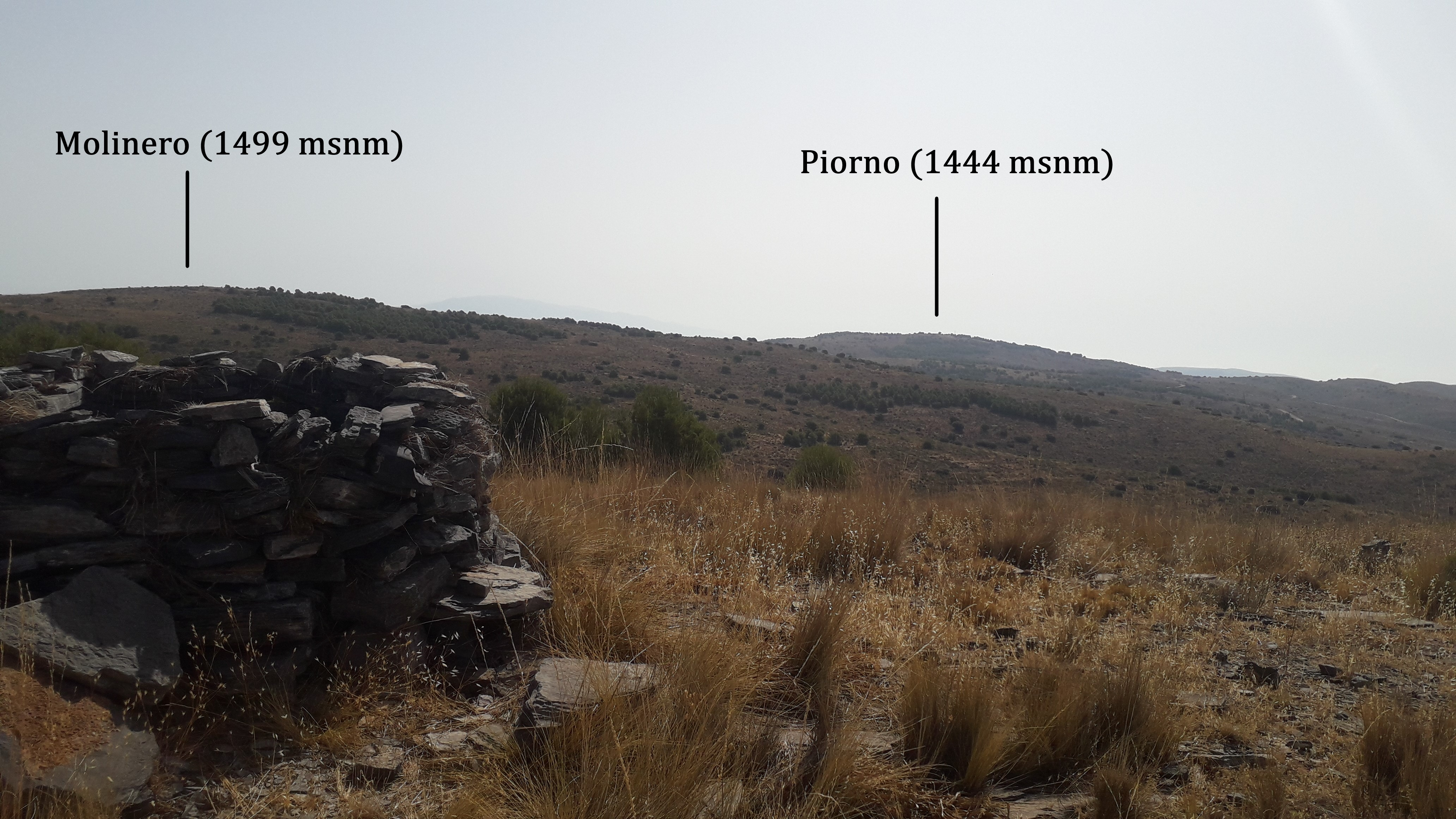
Vista del Molinero y su cerro vecino, el Piorno (1444)